# Weißig (Struppen)

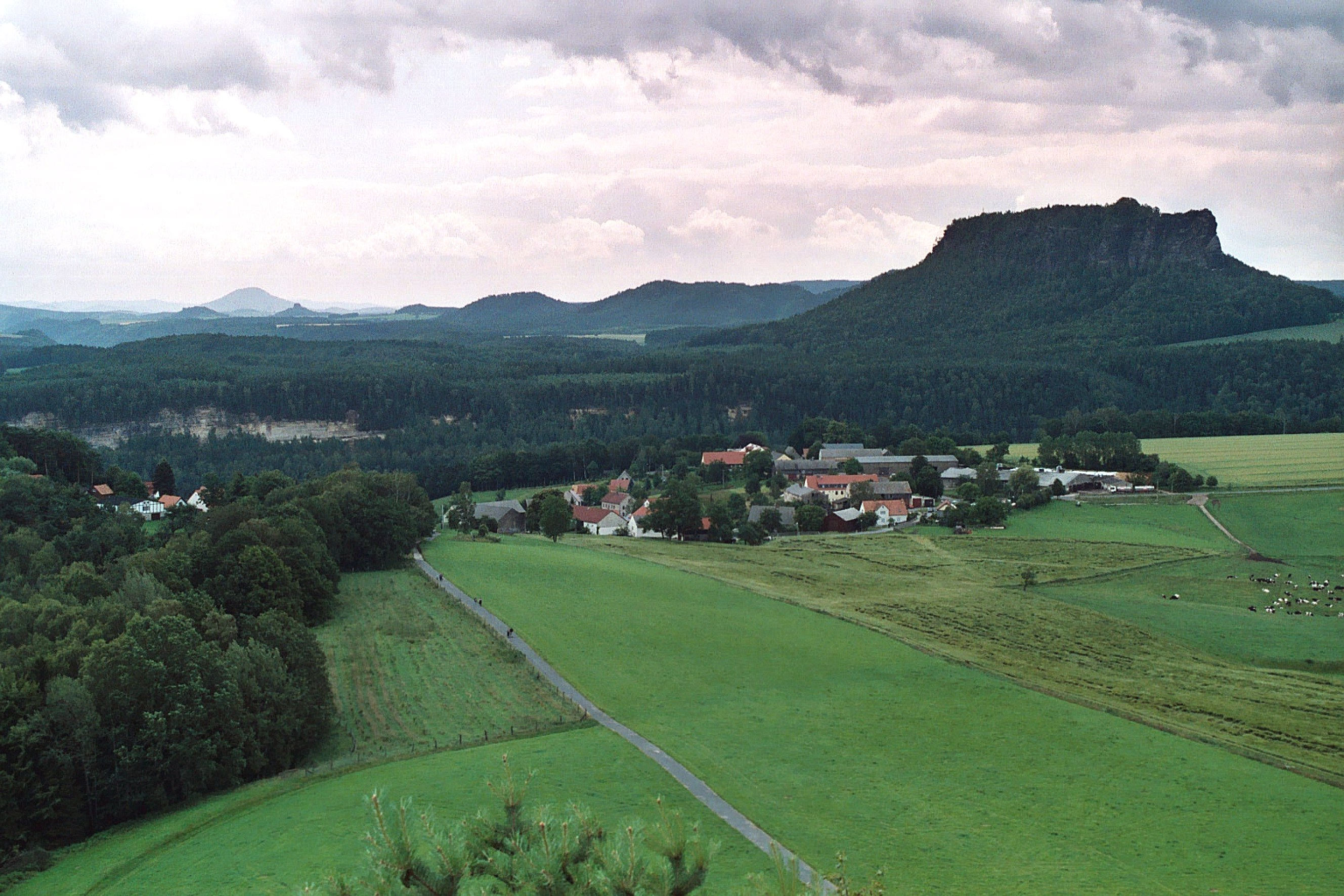
Blick vom Rauenstein auf Weißig und den Lilienstein

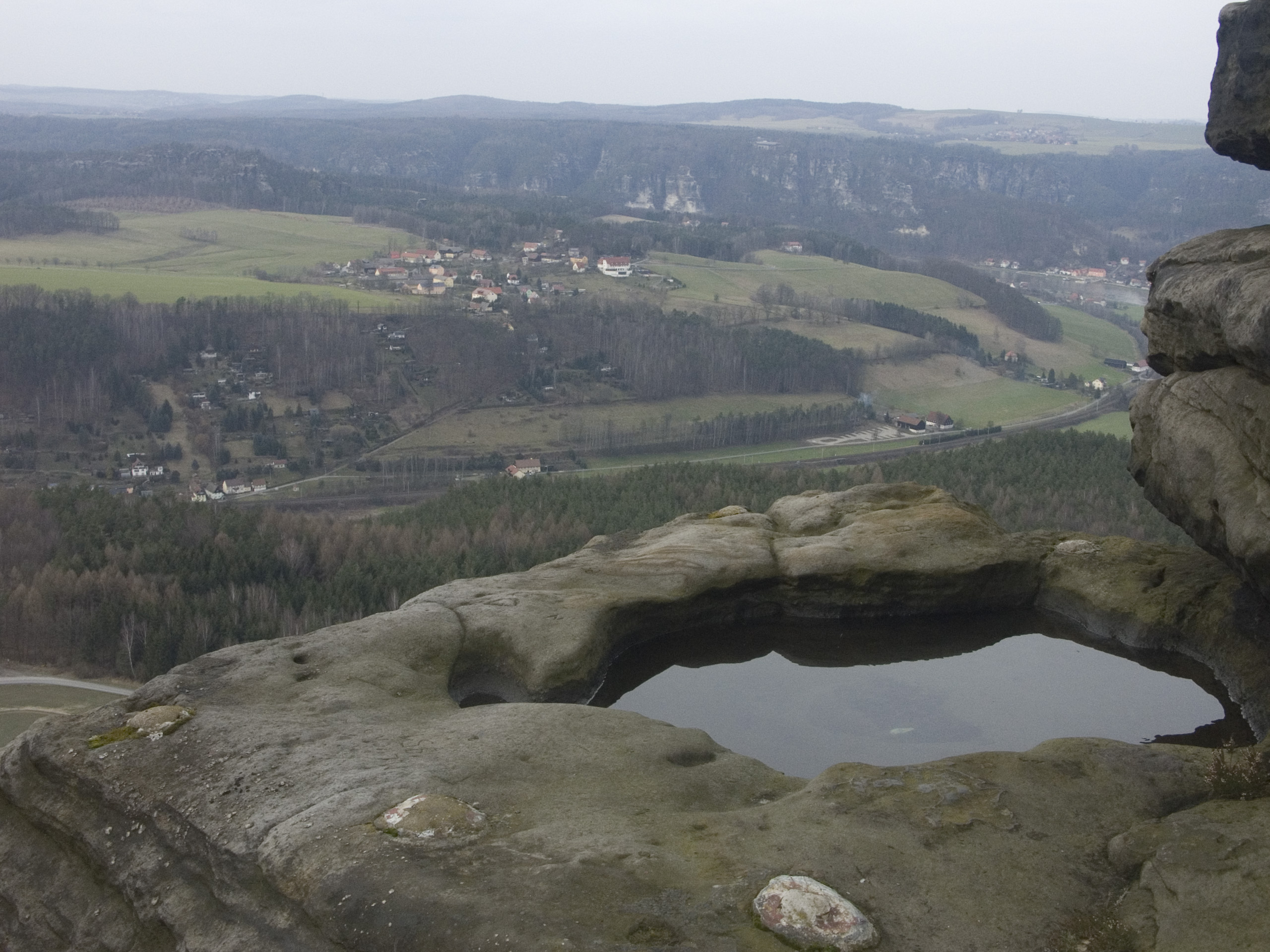
Blick vom Lilienstein auf Weißig

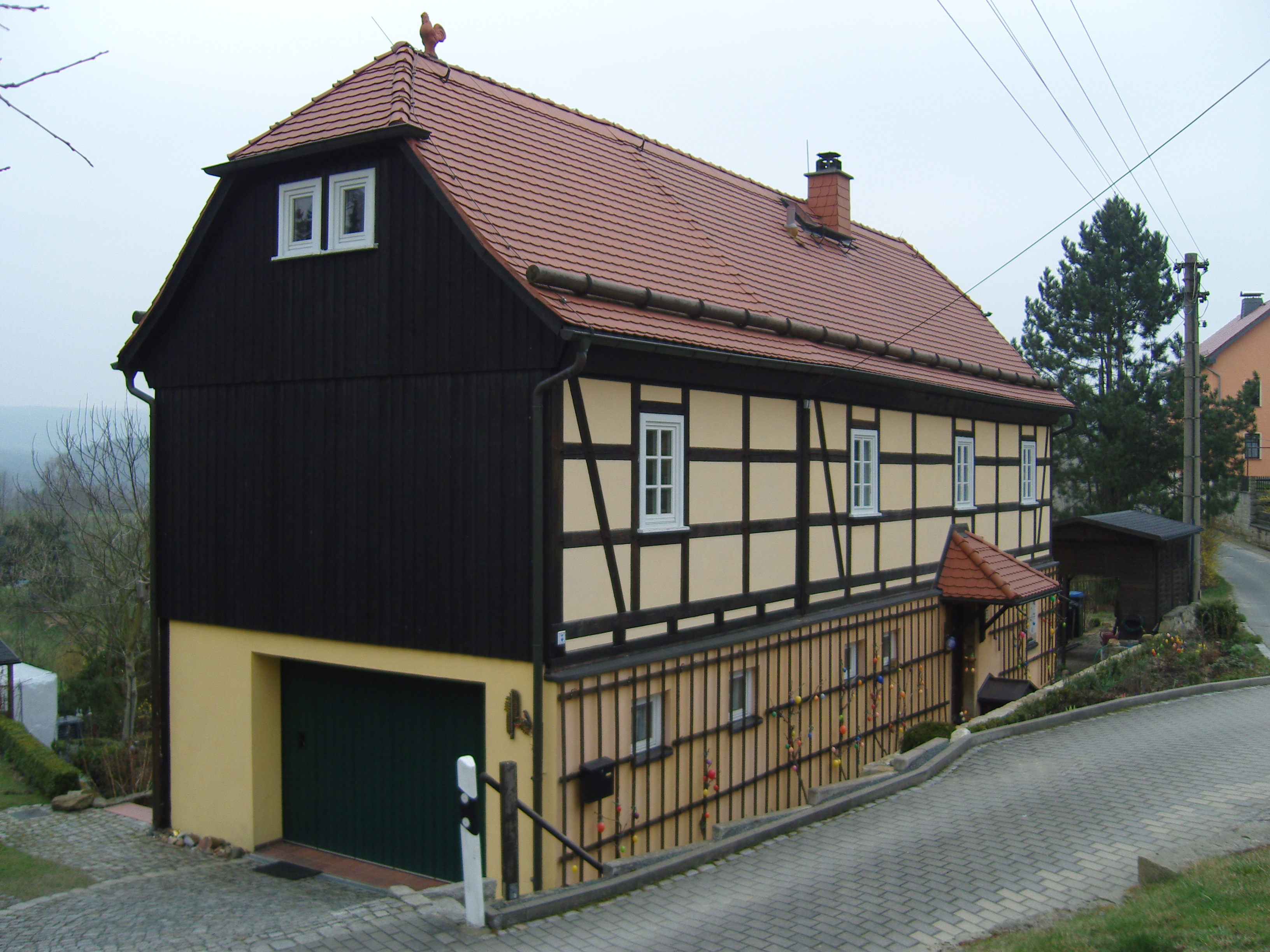
Häuslerhaus (erbaut 1841) im Ortskern von Weißig

Weißig ist eine kleine Ortschaft und ein Teil der Gemeinde Struppen in der Sächsischen Schweiz.

## Lage
Das Dorf liegt am Ostrand der Ebenheit, die den Bärensteinen und dem Rauenstein vorgelagert ist, am linken Elbufer nahe bei Oberrathen. Die Bebauung ist um eine kleine Quellmulde (Taleinschnitt) angeordnet.

## Geschichte
Der Ortsteil, etwa fünf Kilometer vom Kern Struppens und etwa zwei Kilometer vom Kurort Rathen entfernt, soll bereits vor der deutschen Siedlungsnahme, als kleiner Slawenweiler existiert haben. Urkundlich erstmals erwähnt wurde der Ort im Jahr 1431 als in der Leibgutsverschreibung über das dorffere Wissag. Als spätere Namensformen sind u. a. Weissagk (1530) und Weißigk (1586/87) überliefert. Der Ortsname ist von wysoki (altsorbischen für hochliegend) abgeleitet und weist auf die Lage des Dorfes hin.
Wirtschaftliche Grundlage des kleinen Dorfes (Größe: 290 Hektar) war über Jahrhunderte die Landwirtschaft mit dem Anbau von Getreide, Kartoffeln und Futterpflanzen. 1968 schlossen sich die Bauern des Ortes zur LPG (P) Sächsische Schweiz zusammen, die eine Fläche von 170 ha bewirtschaftete.
Die Bauernhöfe wurden in zwei Bögen um den Kessel des Taleinschnitts erbaut, wobei die größeren Zwei- und Dreiseithöfe den äußeren Bogen bilden. Der innere Bogen wird von kleineren Höfen und Häusleranwesen gebildet. Siedlungsgeographisch ist der Ort als rundplatzartiges Reihendorf anzusprechen. Einzelne ortsbildprägende Gebäude stehen unter Denkmalschutz.
Die touristische Entwicklung lässt sich bis 1880 zurückverfolgen. Damals erfolgte die erste Zimmervermietung im damaligen Erbgericht. Einen Aufschwung nahm die Entwicklung zum Ferienort allerdings erst nach 1945. Heute verläuft der Malerweg, der Hauptwanderweg im Elbsandsteingebirge, durch Weißig.
Die Organisation Todt führte in Weißig ein Zwangsarbeiter-Lager mit bis zu 1000 Gefangenen. Diese mussten unter KZ-ähnlichen Bedingungen Stollen in einen Steinbruch im benachbarten Struppener Ortsteil Strand hauen. Hier sollte in den letzten Kriegsjahren unter dem Decknamen Schwalbe II eine synthetische Benzinproduktion entstehen. Ein Nebenlager war am „schwarzen Weg“ direkt neben der Festung Königstein angelegt. Täglich wurden die Häftlinge auch von dort aus (5 km) zur Arbeit ins Elbtal getrieben.
Der bis dahin selbständige Ort wurde am 1. Januar 1973 nach Thürmsdorf eingemeindet. Heute zählt Weißig ca. 120 Einwohner.
Weißig war bis 2018 staatlich anerkannter Erholungsort.

## Persönlichkeiten
- Christian Petzold (1677–1733), Organist und Komponist